# Panorpa mokansana
Panorpa mokansana är en näbbsländeart som beskrevs av Cheng 1957. Panorpa mokansana ingår i släktet Panorpa och familjen skorpionsländor. Inga underarter finns listade i Catalogue of Life.